# Maxillaria striata
Maxillaria striata är en orkidéart som beskrevs av Robert Allen Rolfe. Maxillaria striata ingår i släktet Maxillaria och familjen orkidéer. Inga underarter finns listade i Catalogue of Life.